# ホセ・アハ
ホセ・アハ（José Aja、1993年5月10日 - ）は、ウルグアイ出身のサッカー選手。ポジションはDF。

## クラブ経歴
2014年、地元クラブであるナシオナル・モンテビデオでプロキャリアをスタート。
2015-16シーズンはアルゼンチンのラシン・クラブに期限付き移籍した。
2016年7月21日、メジャーリーグサッカーのオーランド・シティSCにレンタル移籍。
2018年2月24日、12万5000ドル＋2021年MLSスーパードラフト2巡目指名権とのトレードでバンクーバー・ホワイトキャップスに移籍。2018年シーズン終了後、ホワイトキャップスを退団。
2020年2月14日、ミネソタ・ユナイテッドFCに加入。